# Antoine Mason
Antoine Mason (Queens, 24 maggio 1992) è un cestista statunitense.
È il figlio del cestista Anthony Mason.

## Palmarès
- NBL Canada Sixth Man of the Year (2017)